# Major League Baseball Rookie of the Year Award

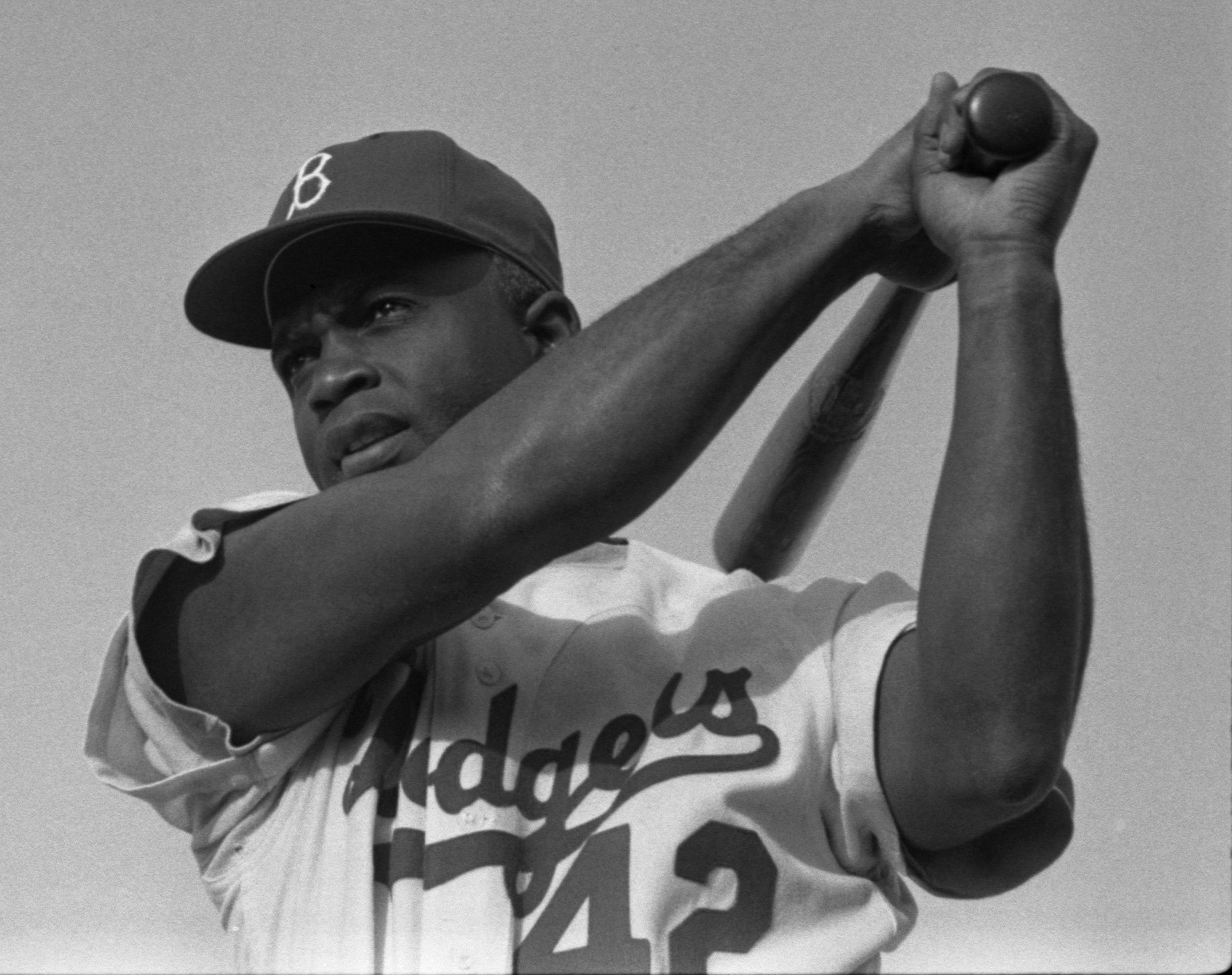
Jackie Robinson, pierwszy baseballista nagrodzony MLB Rookie of the Year Award

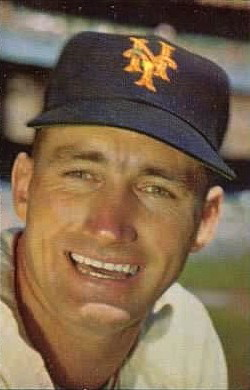
Alvin Dark – najlepszy debiutant w sezonie 1948

Major League Baseball Rookie of the Year Award – w Major League Baseball nagroda nadawana corocznie najlepszemu debiutantowi sezonu, poprzez głosowanie dziennikarzy Baseball Writers' Association of America (BBWAA). W latach 1940–1946 głosował jedynie oddział dziennikarzy z Chicago. W 1947 roku po raz pierwszy nagrodę przyznano oficjalnie, gdyż w głosowaniu udział wzięli członkowie BBWAA z całego kraju. Przez pierwsze dwa lata wybierano jednego zawodnika z MLB. Od 1949 wybierany jest najlepszy debiutant w American League i National League.

## Chicago BBWAA Award (1940–1946)
| Rok  | Zawodnik       | Klub                | Pozycja | Źródło |
| ---- | -------------- | ------------------- | ------- | ------ |
| 1940 | Lou Boudreau # | Cleveland Indians   | SS      | [ 1 ]  |
| 1941 | Pete Reiser    | Brooklyn Dodgers    | SS      | [ 1 ]  |
| 1942 | Johnny Beazley | St. Louis Cardinals | P       | [ 1 ]  |
| 1943 | Billy Johnson  | New York Yankees    | 3B      | [ 1 ]  |
| 1944 | Bill Voiselle  | New York Giants     | P       | [ 1 ]  |
| 1945 | Dave Ferriss   | Boston Red Sox      | P       | [ 1 ]  |
| 1946 | Eddie Waitkus  | Chicago Cubs        | 1B      | [ 1 ]  |

## Najlepszy debiutant w Major League (1947–1948)
| Rok  | Zawodnik          | Klub             | Pozycja | Wybrane statystyki                                         | Źródło |
| ---- | ----------------- | ---------------- | ------- | ---------------------------------------------------------- | ------ |
| 1947 | Jackie Robinson # | Brooklyn Dodgers | 1B      | - 0,297 średniej uderzeń - 125 runów - 29 skradzionych baz | [ 3 ]  |
| 1948 | Alvin Dark        | Boston Braves    | SS      | - 0,322 średniej uderzeń - 3 home runy - 48 RBI            | [ 4 ]  |

## Najlepsi debiutanci w American League (1949– )
| Rok    | Zawodnik             | Klub                          | Pozycja | Wybrane statystyki                                                                     | Źródło |
| ------ | -------------------- | ----------------------------- | ------- | -------------------------------------------------------------------------------------- | ------ |
| 1949   | Roy Sievers          | St. Louis Browns              | OF      | - 0,306 średniej uderzeń - 16 home runów - 91 RBI                                      | [ 5 ]  |
| 1950   | Walt Dropo           | Boston Red Sox                | 1B      | - 0,322 średniej uderzeń - 34 home runy - 144 RBI                                      | [ 6 ]  |
| 1951   | Gil McDougald        | New York Yankees              | 3B      | - 0,306 średniej uderzeń - 14 home runów - 63 RBI                                      | [ 7 ]  |

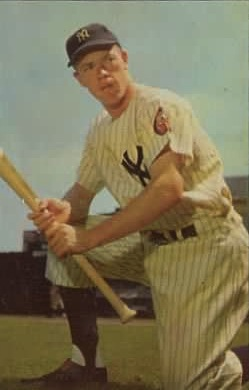
Gil McDougald otrzymał nagrodę Rookie of the Year Award w 1951

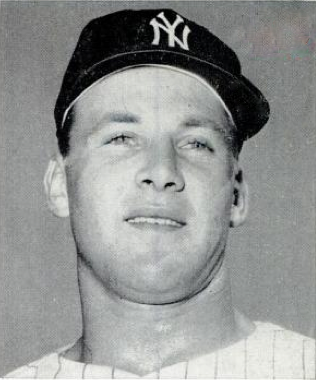
Tom Tresh był najlepszym debiutantem w 1962

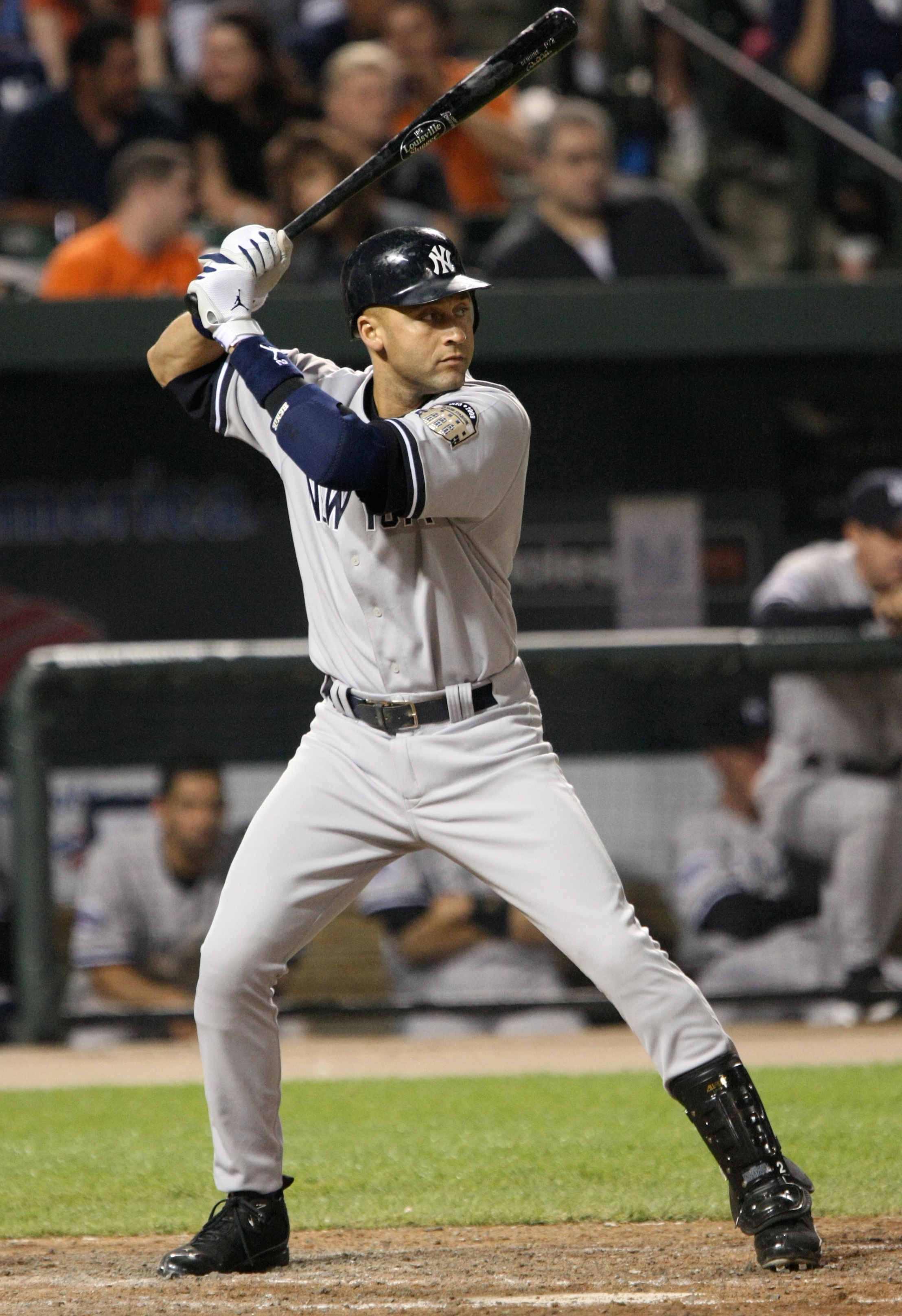
Derek Jeter, zdobywca nagrody w 1996

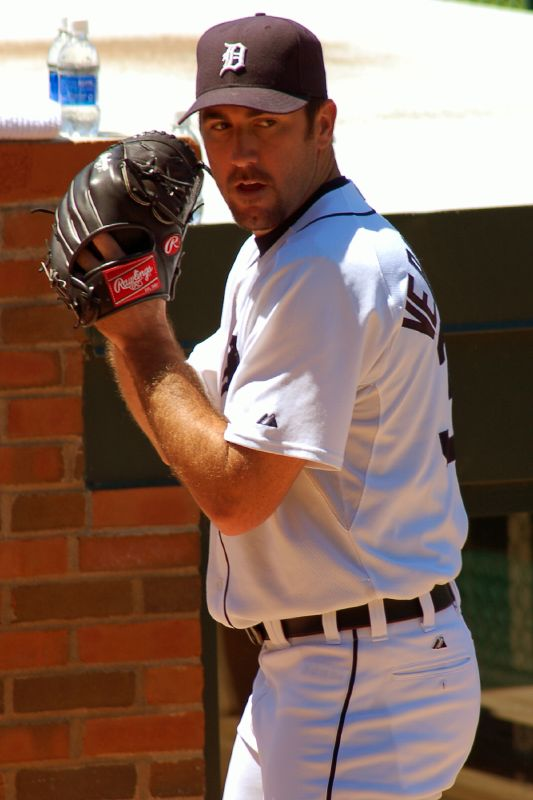
Justin Verlander, najlepszy debiutant w American League w 2006 roku

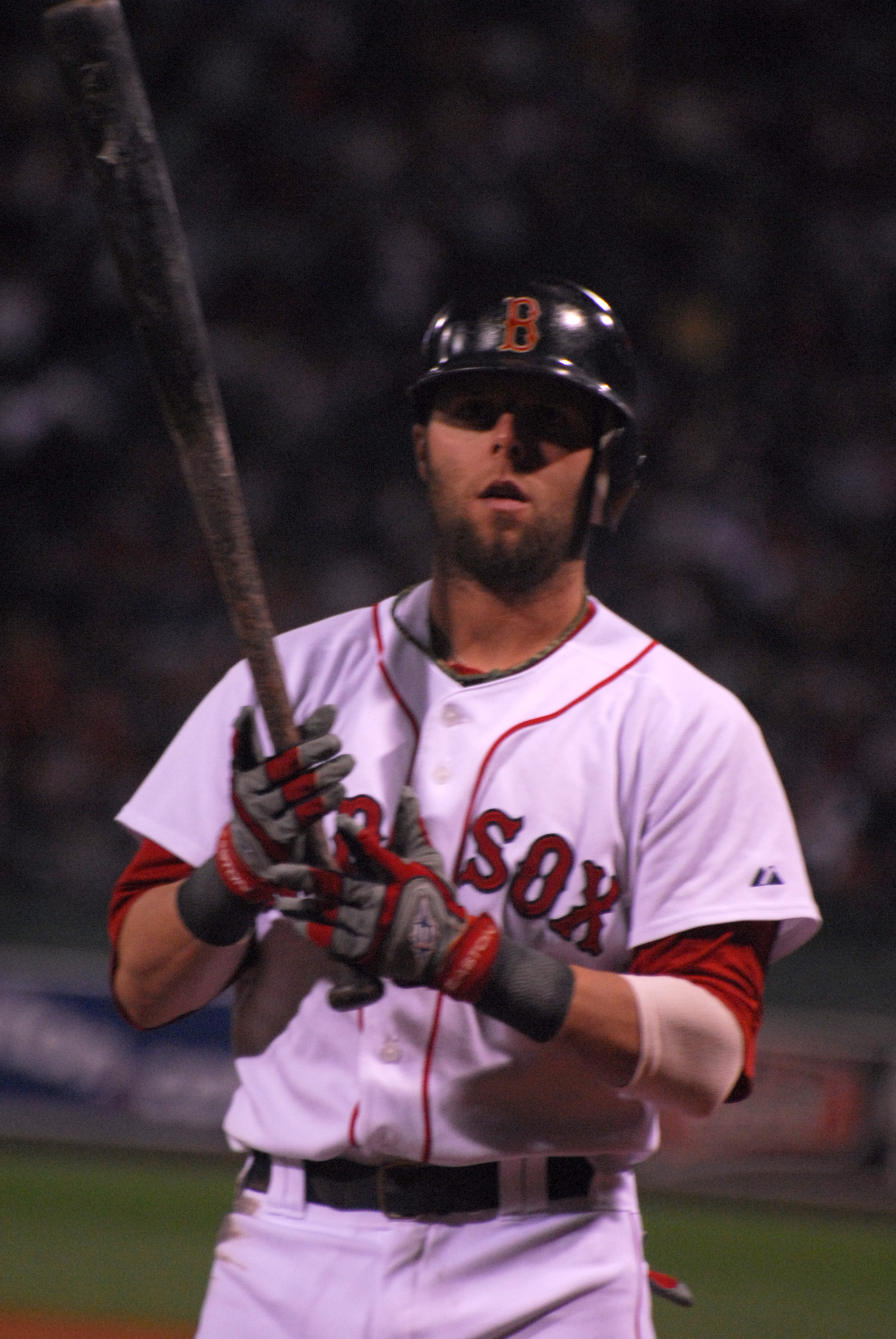
Dustin Pedroia, najlepszy debiutant w American League w 2007 roku

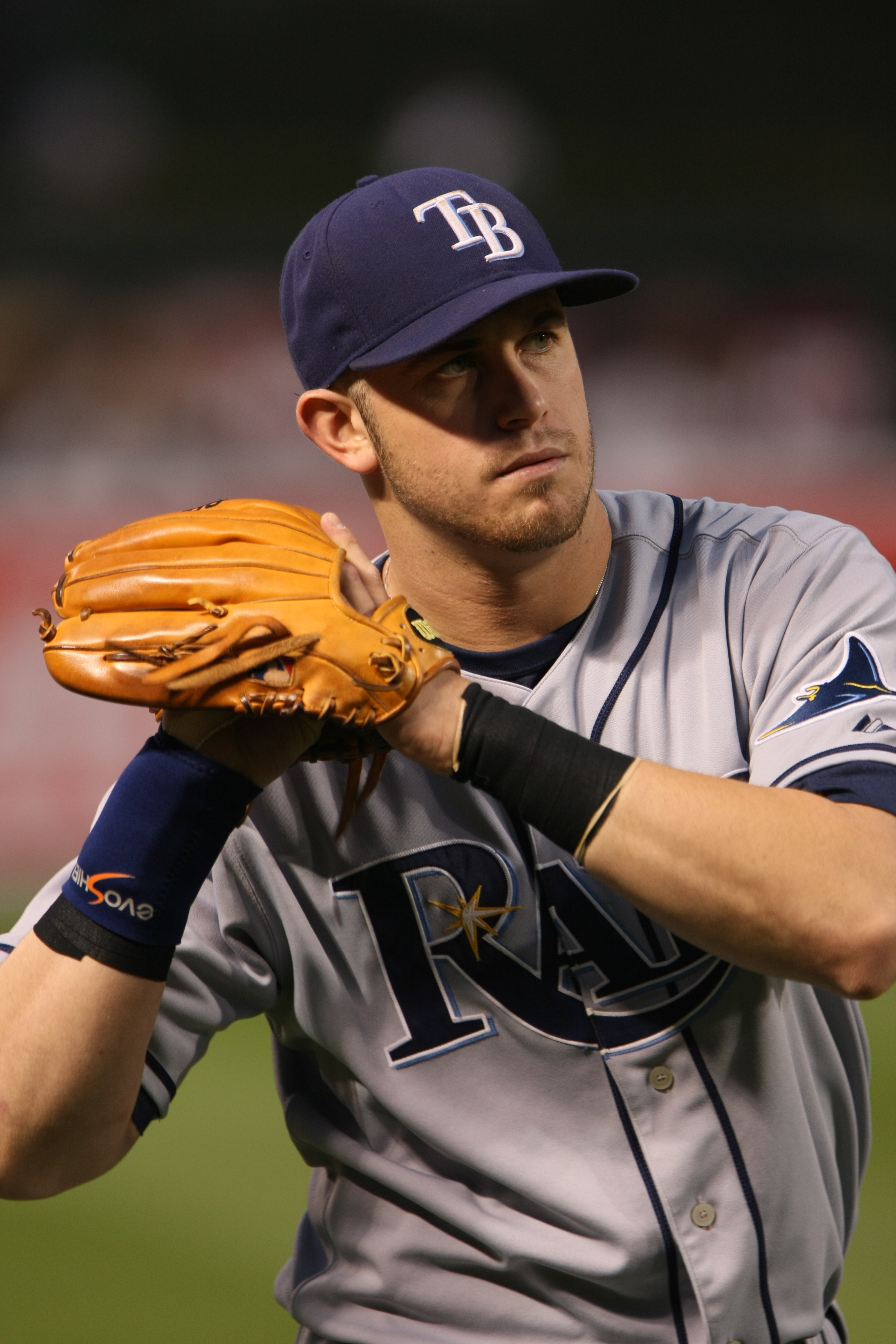
Evan Longoria, najlepszy debiutant w American League w 2008 roku

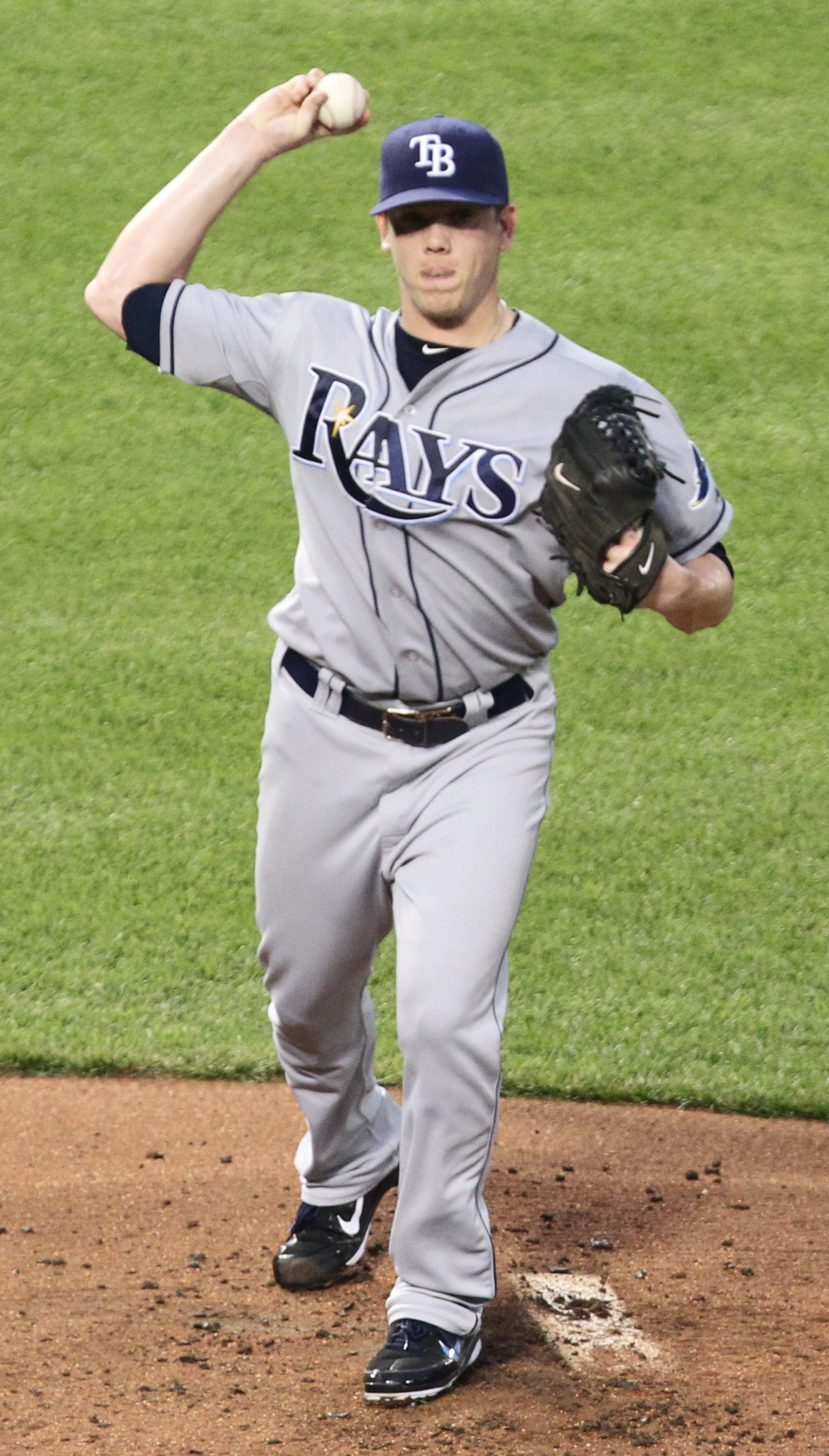
Jeremy Hellickson, najlepszy debiutant w American League w 2011 roku

| 1952   | Harry Byrd           | Philadelphia Athletics        | P       | - 3,31 ERA - 15 rozegranych pełnych meczów - 15–15 W–L w 37 meczach (28 od 1. inningu) | [ 8 ]  |
| 1953   | Harvey Kuenn         | Detroit Tigers                | SS      | - 0,308 średniej uderzeń - 94 runów - 209 uderzeń                                      | [ 9 ]  |
| 1954   | Bob Grim             | New York Yankees              | P       | - 3,26 ERA - 199 rozegranych inningów - 20–6 W–L w 37 meczach (20 od 1. inningu)       | [ 10 ] |
| 1955   | Herb Score           | Cleveland Indians             | P       | - 2,85 ERA - 227⅛ rozegranych inningów - 16–10 W–L w 32 meczach od 1. inningu          | [ 11 ] |
| 1956   | Luis Aparicio #      | Chicago White Sox             | SS      | - 0,266 średniej uderzeń - 21 skradzionych baz - 69 runów                              | [ 12 ] |
| 1957   | Tony Kubek           | New York Yankees              | SS      | - 0,297 średniej uderzeń - 56 runów - 39 RBI                                           | [ 13 ] |
| 1958   | Albie Pearson        | Washington Senators           | OF      | - 0,275 średniej uderzeń - 3 home runy - 63 runy                                       | [ 14 ] |
| 1959   | Bob Allison          | Washington Senators           | OF      | - 0,261 średniej uderzeń - 30 home runów - 85 RBI                                      | [ 15 ] |
| 1960   | Ron Hansen           | Baltimore Orioles             | SS      | - 0,255 średniej uderzeń - 22 home runy - 86 RBI                                       | [ 16 ] |
| 1961   | Don Schwall          | Boston Red Sox                | P       | - 3,22 ERA - 178⅔ rozegranych inningów - 15–7 W–L w 25 meczach                         | [ 17 ] |
| 1962   | Tom Tresh            | New York Yankees              | SS      | - 0,286 średniej uderzeń - 20 home runów - 93 RBI                                      | [ 18 ] |
| 1963   | Gary Peters          | Chicago White Sox             | P       | - 2,33 ERA - 243 rozegranych inningów - 19–8 W–L w 41 meczach (30 od 1. inningu)       | [ 19 ] |
| 1964   | Tony Oliva           | Minnesota Twins               | OF      | - 0,323 średniej uderzeń - 32 home runy - 94 RBI                                       | [ 20 ] |
| 1965   | Curt Blefary         | Baltimore Orioles             | OF      | - 0,260 średniej uderzeń - 22 home runy - 70 RBI                                       | [ 21 ] |
| 1966   | Tommie Agee          | Chicago White Sox             | OF      | - 0,273 średniej uderzeń - 44 skradzionych baz - 98 runów                              | [ 22 ] |
| 1967   | Rod Carew #          | Minnesota Twins               | 2B      | - 0,292 batting average - 8 home runów - 66 runów                                      | [ 23 ] |
| 1968   | Stan Bahnsen         | New York Yankees              | P       | - 2,05 ERA - 267⅛ rozegranych inningów - 17–12 W–L w 34 meczach                        | [ 24 ] |
| 1969   | Lou Piniella         | Kansas City Royals            | OF      | - 0,282 średniej uderzeń - 11 home runów - 68 RBI                                      | [ 25 ] |
| 1970   | Thurman Munson       | New York Yankees              | C       | - 0,302 średniej uderzeń - 53 RBI - 59 runów                                           | [ 26 ] |
| 1971   | Chris Chambliss      | Cleveland Indians             | 1B      | - 0,275 średniej uderzeń - 9 home runów - 48 RBI                                       | [ 27 ] |
| 1972   | Carlton Fisk #       | Boston Red Sox                | C       | - 0,293 średniej uderzeń - 22 home runów - 61 RBI                                      | [ 28 ] |
| 1973   | Al Bumbry            | Baltimore Orioles             | OF      | - 0,337 średniej uderzeń - 11 triple’ów - 73 runy                                      | [ 29 ] |
| 1974   | Mike Hargrove        | Texas Rangers                 | 1B      | - 0,323 średniej uderzeń - 0,395 on-base percentage - 66 RBI                           | [ 30 ] |
| 1975   | Fred Lynn            | Boston Red Sox                | OF      | - 0,331 średniej uderzeń - 47 double’ów - 105 RBI                                      | [ 31 ] |
| 1976   | Mark Fidrych         | Detroit Tigers                | P       | - 2,34 ERA - 24 pełne mecze - 19–9 W–L w 29 meczach                                    | [ 32 ] |
| 1977   | Eddie Murray #       | Baltimore Orioles             | DH      | - 0,283 średniej uderzeń - 27 home runów - 88 RBI                                      | [ 33 ] |
| 1978   | Lou Whitaker         | Detroit Tigers                | 2B      | - 0,285 średniej uderzeń - 3 home runy - 58 RBI                                        | [ 34 ] |
| 1979 * | John Castino         | Minnesota Twins               | 3B      | - 0,285 średniej uderzeń - 8 triple’ów - 52 RBI                                        | [ 35 ] |
| 1979 * | Alfredo Griffin      | Toronto Blue Jays             | SS      | - 0,287 średniej uderzeń - 10 triple’ów - 81 runów                                     | [ 36 ] |
| 1980   | Joe Charboneau       | Cleveland Indians             | OF      | - 0,289 średniej uderzeń - 23 home runy - 87 RBI                                       | [ 37 ] |
| 1981   | Dave Righetti        | New York Yankees              | P       | - 2,05 ERA - 105⅛ rozegranych inningów - 8–4 W–L w 15 meczach                          | [ 38 ] |
| 1982   | Cal Ripken Jr. #     | Baltimore Orioles             | SS      | - 0,264 średniej uderzeń - 28 home runów - 93 RBI                                      | [ 39 ] |
| 1983   | Ron Kittle           | Chicago White Sox             | OF      | - 0,254 średniej uderzeń - 35 home runów - 100 RBI                                     | [ 40 ] |
| 1984   | Alvin Davis          | Seattle Mariners              | 1B      | - 0,284 średniej uderzeń - 27 home runów - 116 RBI                                     | [ 41 ] |
| 1985   | Ozzie Guillén        | Chicago White Sox             | SS      | - 0,273 średniej uderzeń - 9 triple’ów - 71 runów                                      | [ 42 ] |
| 1986   | Jose Canseco         | Oakland Athletics             | OF      | - 0,240 średniej uderzeń - 33 home runy - 117 RBI                                      | [ 43 ] |
| 1987   | Mark McGwire         | Oakland Athletics             | 1B      | - 0,289 średniej uderzeń - 49 home runów - 118 RBI                                     | [ 44 ] |
| 1988   | Walt Weiss           | Oakland Athletics             | SS      | - 0,250 średniej uderzeń - 3 home runy - 39 RBI                                        | [ 45 ] |
| 1989   | Gregg Olson          | Baltimore Orioles             | P       | - 1,69 ERA - 85 rozegranych inningów - 27 save’ów                                      | [ 46 ] |
| 1990   | Sandy Alomar Jr.     | Cleveland Indians             | C       | - 0,290 średniej uderzeń - 9 home runów - 66 RBI                                       | [ 47 ] |
| 1991   | Chuck Knoblauch      | Minnesota Twins               | 2B      | - 0,281 średniej uderzeń - 25 skradzionych baz - 78 runów                              | [ 48 ] |
| 1992   | Pat Listach          | Milwaukee Brewers             | SS      | - 0,290 średniej uderzeń - 54 skradzionych baz - 93 runy                               | [ 49 ] |
| 1993   | Tim Salmon           | California Angels             | OF      | - 0,283 średniej uderzeń - 31 home runów - 95 RBI                                      | [ 50 ] |
| 1994   | Bob Hamelin          | Kansas City Royals            | DH      | - 0,282 średniej uderzeń - 24 home runy - 65 RBI                                       | [ 51 ] |
| 1995   | Marty Cordova        | Minnesota Twins               | OF      | - 0,277 średniej uderzeń - 24 home runy - 84 RBI                                       | [ 52 ] |
| 1996   | Derek Jeter          | New York Yankees              | SS      | - 0,314 średniej uderzeń - 10 home runów - 104 runy                                    | [ 53 ] |
| 1997   | Nomar Garciaparra    | Boston Red Sox                | SS      | - 0,306 średniej uderzeń - 30 home runów - 122 runy                                    | [ 54 ] |
| 1998   | Ben Grieve           | Oakland Athletics             | OF      | - 0,288 średniej uderzeń - 18 home runów - 89 RBI                                      | [ 55 ] |
| 1999   | Carlos Beltrán       | Kansas City Royals            | OF      | - 0,293 średniej uderzeń - 22 home runy - 108 RBI                                      | [ 56 ] |
| 2000   | Kazuhiro Sasaki      | Seattle Mariners              | P       | - 3,16 ERA - 78 strikeoutów - 37 save’ów                                               | [ 57 ] |
| 2001   | Ichiro Suzuki        | Seattle Mariners              | OF      | - 0,350 średniej uderzeń - 56 skradzionych baz - 127 runów                             | [ 58 ] |
| 2002   | Eric Hinske          | Toronto Blue Jays             | 3B      | - 0,279 średniej uderzeń - 24 home runy - 84 RBI                                       | [ 59 ] |
| 2003   | Ángel Berroa         | Kansas City Royals            | SS      | - 0,287 średniej uderzeń - 21 skradzionych baz - 92 runy                               | [ 60 ] |
| 2004   | Bobby Crosby         | Oakland Athletics             | SS      | - 0,239 średniej uderzeń - 22 home runy - 64 RBI                                       | [ 61 ] |
| 2005   | Huston Street        | Oakland Athletics             | P       | - 1,72 ERA - 78⅛ rozegranych inningów - 23 save’ów                                     | [ 62 ] |
| 2006   | Justin Verlander **  | Detroit Tigers                | P       | - 3,63 ERA - 186 rozegranych inningów - 17–9 W–L w 30 meczach                          | [ 63 ] |
| 2007   | Dustin Pedroia **    | Boston Red Sox                | 2B      | - 0,317 średniej uderzeń - 39 double’ów - 86 runów                                     | [ 64 ] |
| 2008   | Evan Longoria **     | Tampa Bay Rays                | 3B      | - 0,272 średniej uderzeń - 27 home runów - 85 RBI                                      | [ 65 ] |
| 2009   | Andrew Bailey        | Oakland Athletics             | P       | - 1.84 ERA - 83⅛ rozegranych inningów - 26 save’ów                                     | [ 66 ] |
| 2010   | Neftalí Feliz **     | Texas Rangers                 | P       | - 2,73 ERA - 69⅛ rozegranych inningów - 40 save’ów                                     | [ 67 ] |
| 2011   | Jeremy Hellickson ** | Tampa Bay Rays                | P       | - 2,95 ERA - 117 strikeoutów - 13–10 W–L w 29 meczach                                  | [ 68 ] |
| 2012   | Mike Trout **        | Los Angeles Angels of Anaheim | OF      | - 0,323 średniej uderzeń - 30 home runów - 49 skradzionych baz                         | [ 69 ] |
| 2013   | Wil Myers **         | Tampa Bay Rays                | OF      | - 0,293 średniej uderzeń - 13 home runów - 53 RBI                                      | [ 70 ] |
| 2014   | José Abreu **        | Chicago White Sox             | 1B      | - 0,317 średniej uderzeń - 36 home runów - 107 RBI                                     | [ 71 ] |
| 2015   | Carlos Correa **     | Chicago White Sox             | SS      | - 0,279 średniej uderzeń - 22 home runy - 68 RBI                                       | [ 72 ] |
| 2016   | Michael Fulmer **    | Detroit Tigers                | P       | - 3,06 ERA - 132 strikeouty - 11–7 W–L w 26 meczach                                    | [ 73 ] |
| 2017   | Aaron Judge **       | New York Yankees              | OF      | - 0,284 średniej uderzeń - 52 home runy - 114 RBI                                      | [ 74 ] |
| 2018   | Shohei Ohtani **     | Los Angeles Angels            | DH/P    | - 0,285 średniej uderzeń - 22 home runy - 4–2 W–L w 11 startach - 63 strikeouty        | [ 75 ] |
| 2019   | Yordan Álvarez **    | Houston Astros                | DH/OF   | - 0,313 średniej uderzeń - 27 home runów - 78 RBI                                      | [ 76 ] |

## Najlepsi debiutanci w National League (1949–)

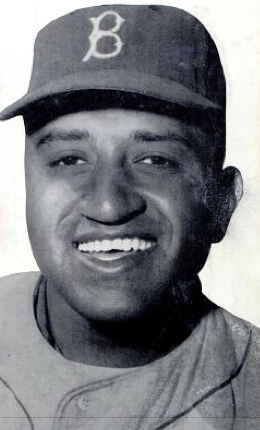
Don Newcombe, pierwszy zdobywca nagrody w National League

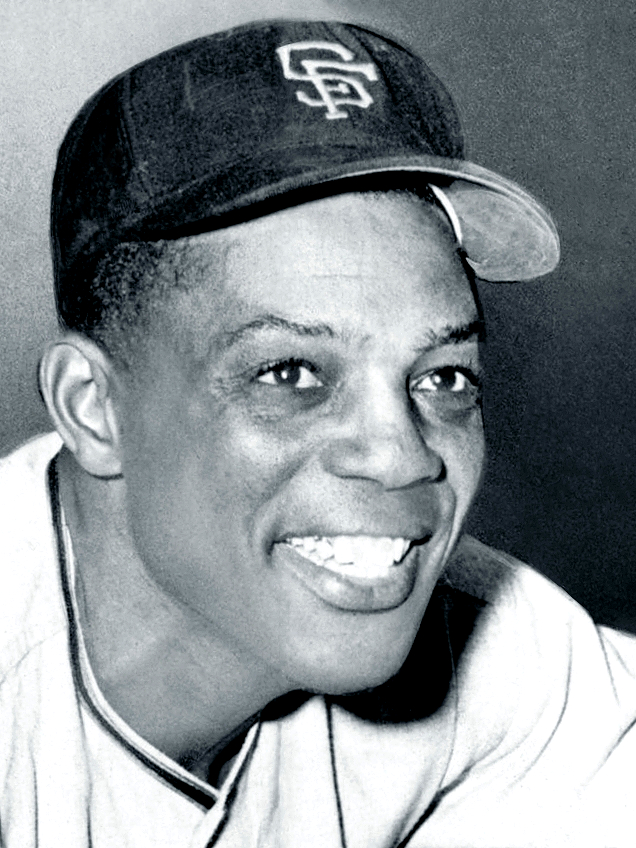
Członek Galerii Sław Willie Mays zdobył nagrodę w 1951

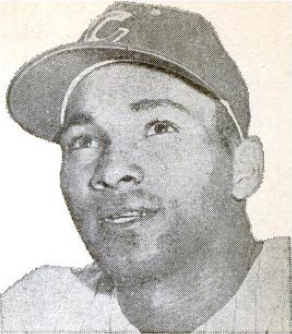
Billy Williams był najlepszym debiutantem w 1961

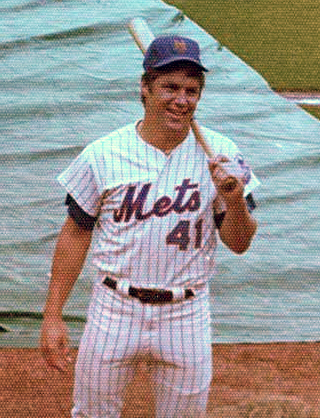
Tom Seaver, zdobywca nagrody w 1967

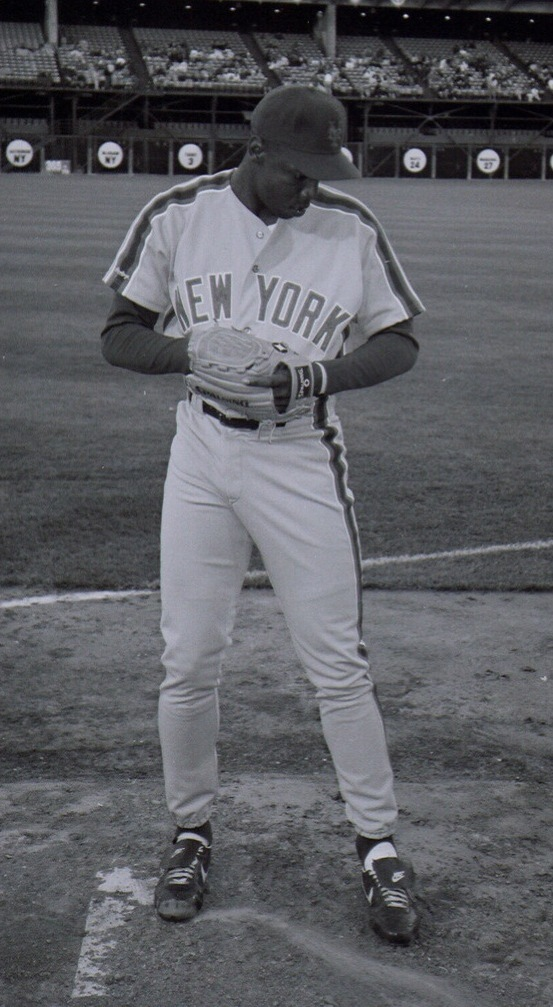
Dwight Gooden zdobył nagrodę w 1984

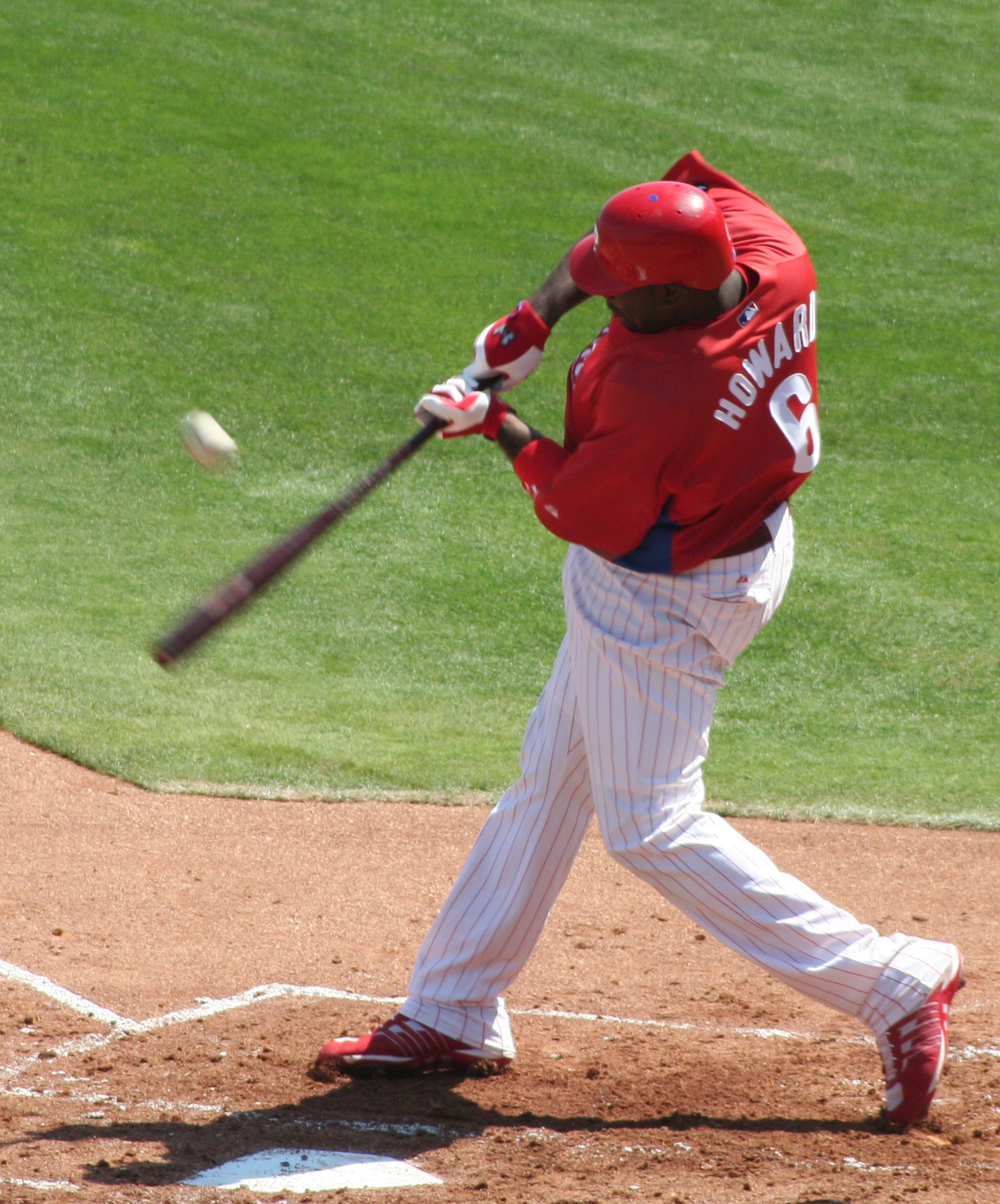
Ryan Howard, najlepszy debiutant w National League w 2005 roku

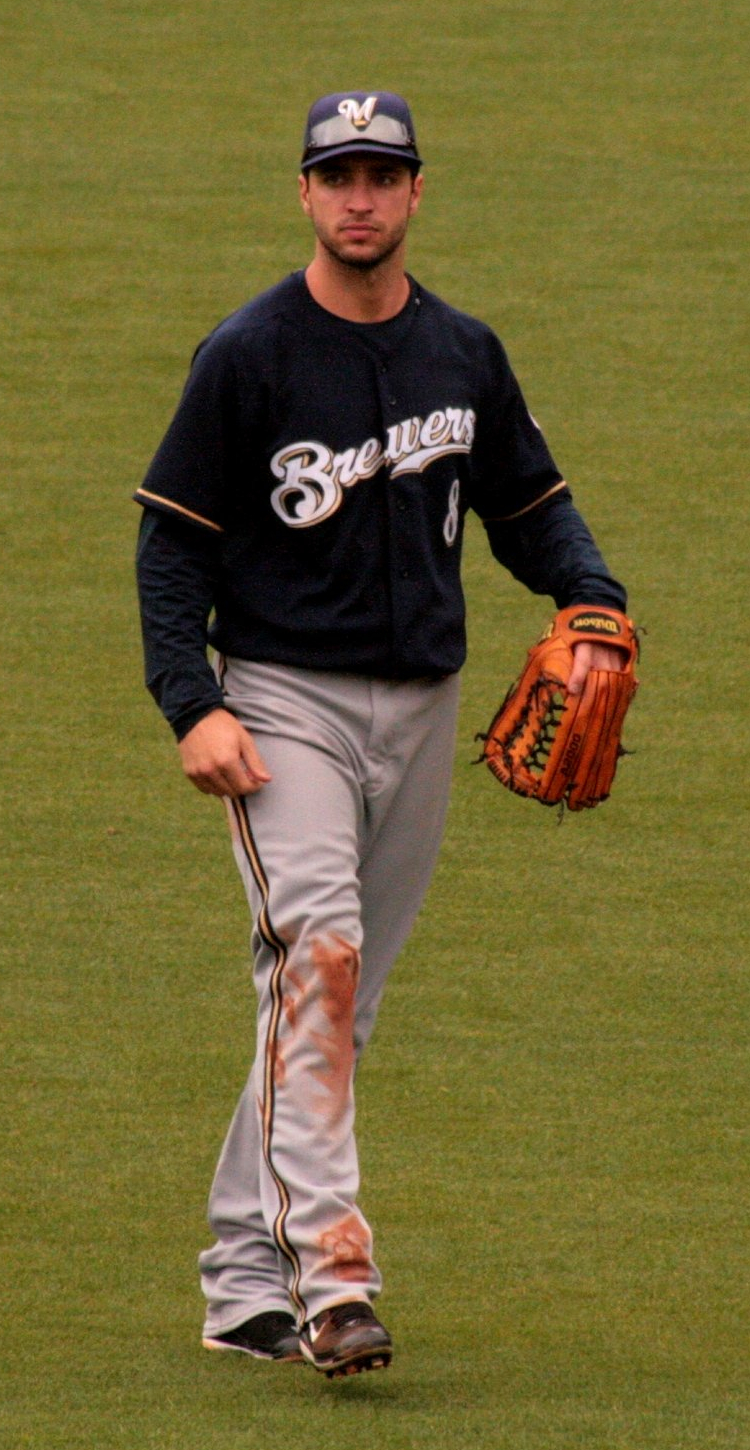
Ryan Braun, najlepszy debiutant w National League w 2007 roku

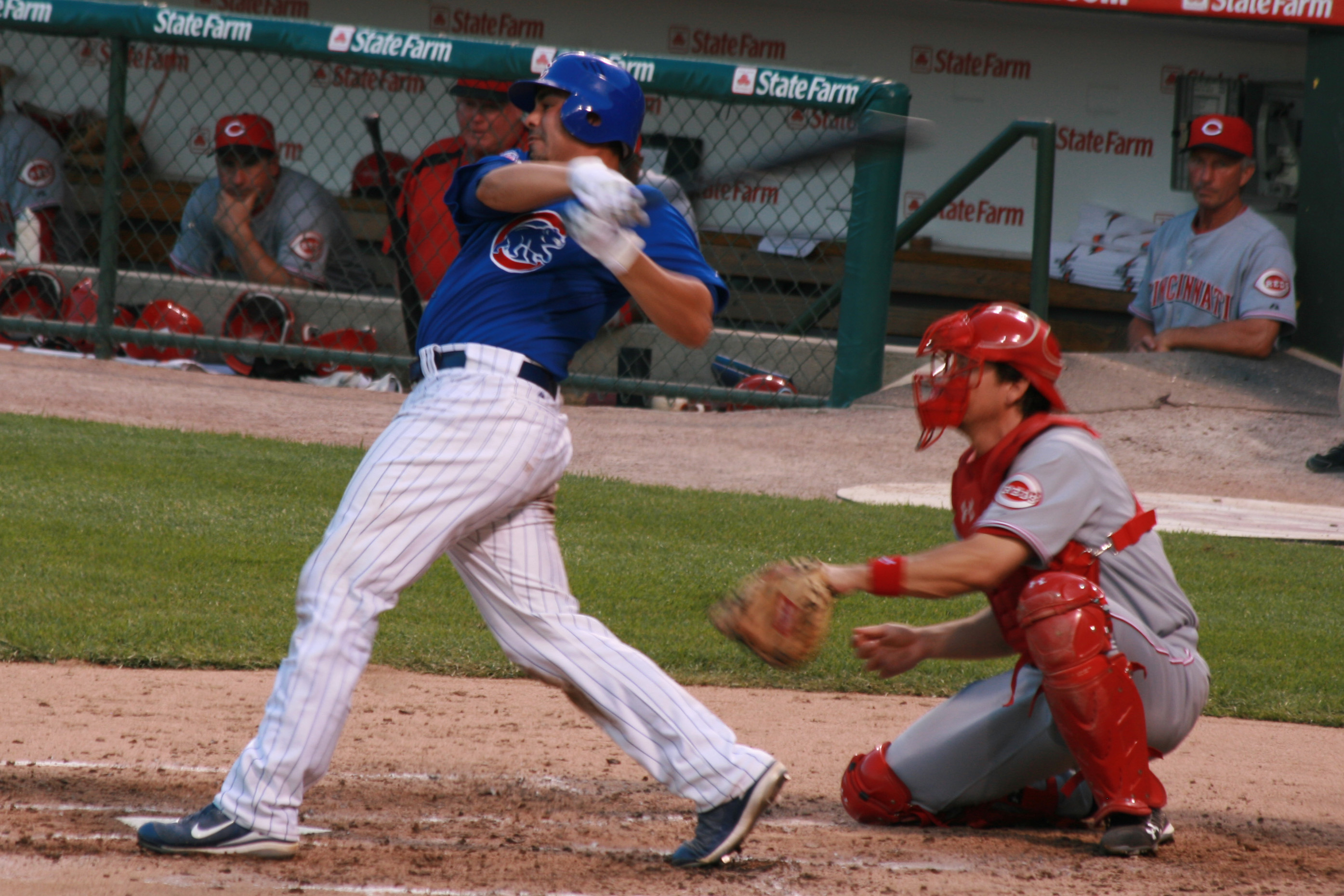
Geovany Soto, najlepszy debiutant w National League w 2008

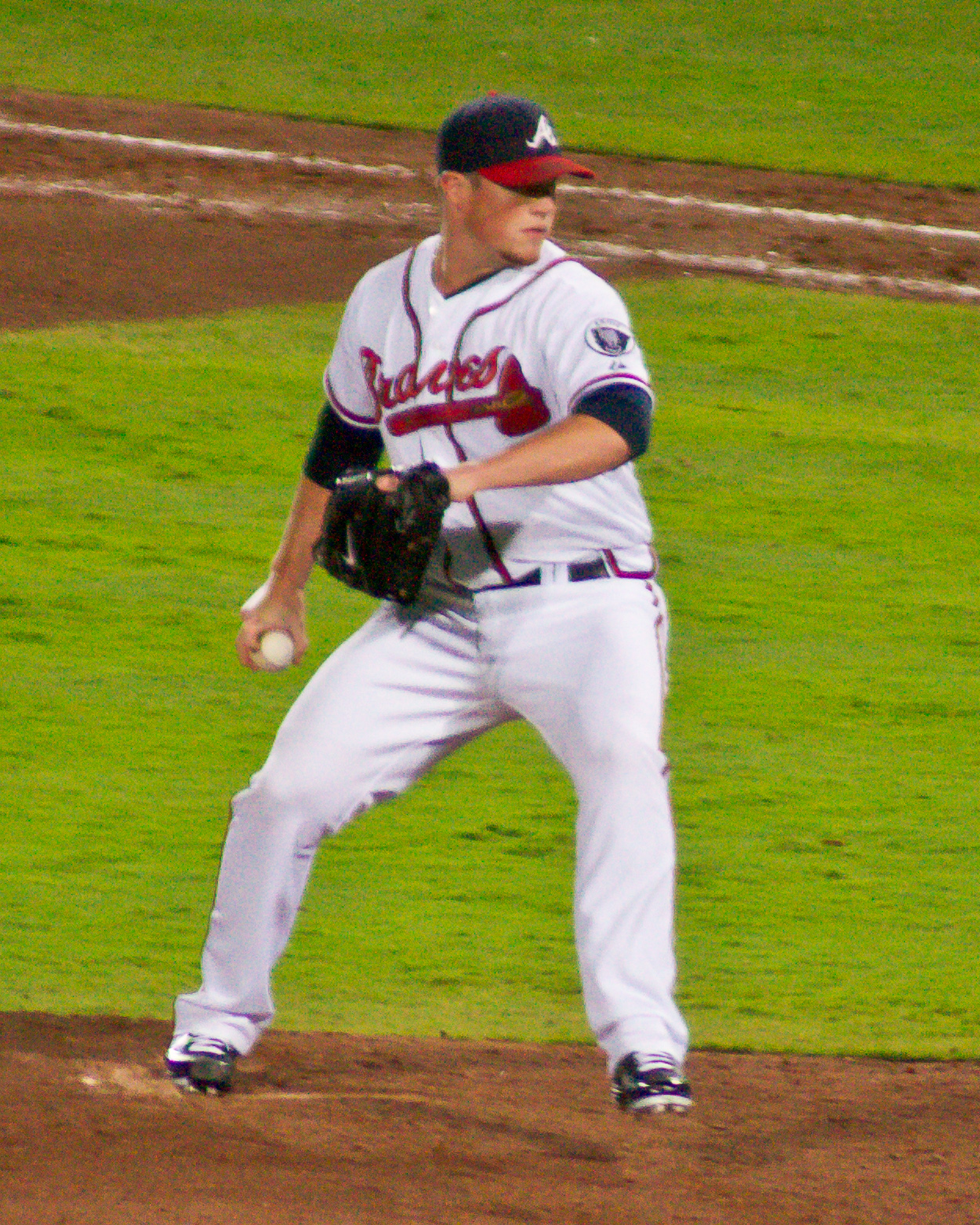
Craig Kimbrel, najlepszy debiutant w National League w 2011 roku

| Rok    | Zawodnik            | Klub                  | Pozycja | Wybrane statystyki                                                                                | Źródło  |
| ------ | ------------------- | --------------------- | ------- | ------------------------------------------------------------------------------------------------- | ------- |
| 1949   | Don Newcombe        | Brooklyn Dodgers      | P       | - 3.17 ERA - 5 shutoutów - 17–8 W–L w 31 meczach                                                  | [ 77 ]  |
| 1950   | Sam Jethroe         | Boston Braves         | OF      | - 0,273 średniej uderzeń - 35 skradzionych baz - 100 runów                                        | [ 78 ]  |
| 1951   | Willie Mays #       | New York Giants       | OF      | - 0,274 średniej uderzeń - 20 home runów - 68 RBI                                                 | [ 79 ]  |
| 1952   | Joe Black           | Brooklyn Dodgers      | P       | - 2,15 ERA - 15 save’ów - 15–4 W–L w 56 meczach                                                   | [ 80 ]  |
| 1953   | Jim Gilliam         | Brooklyn Dodgers      | 2B      | - 0,278 średniej uderzeń - 17 triple’ów - 125 runów                                               | [ 81 ]  |
| 1954   | Wally Moon          | St. Louis Cardinals   | OF      | - 0,304 średniej uderzeń - 12 home runów - 106 runów                                              | [ 82 ]  |
| 1955   | Bill Virdon         | St. Louis Cardinals   | OF      | - 0,281 średniej uderzeń - 17 home runów - 68 RBI                                                 | [ 83 ]  |
| 1956   | Frank Robinson #    | Cincinnati Reds       | OF      | - 0,290 średniej uderzeń - 38 home runów - 122 runy                                               | [ 84 ]  |
| 1957   | Jack Sanford        | Philadelphia Phillies | P       | - 3,08 ERA - 188 strikeoutów - 19–8 W–L w 33 meczach                                              | [ 85 ]  |
| 1958   | Orlando Cepeda #    | San Francisco Giants  | 1B      | - 0,312 średniej uderzeń - 25 home runów - 96 RBI                                                 | [ 86 ]  |
| 1959   | Willie McCovey #    | San Francisco Giants  | 1B      | - 0,354 średniej uderzeń - 13 home runów - 38 RBI                                                 | [ 87 ]  |
| 1960   | Frank Howard        | Los Angeles Dodgers   | OF      | - 0,268 średniej uderzeń - 23 home runy - 77 RBI                                                  | [ 88 ]  |
| 1961   | Billy Williams #    | Chicago Cubs          | OF      | - 0,278 średniej uderzeń - 25 home runów - 86 RBI                                                 | [ 89 ]  |
| 1962   | Ken Hubbs           | Chicago Cubs          | 2B      | - 0,260 średniej uderzeń - 90 runów - Gold Glove Award                                            | [ 90 ]  |
| 1963   | Pete Rose           | Cincinnati Reds       | 2B      | - 0,273 średniej uderzeń - 9 triple’ów - 101 runów                                                | [ 91 ]  |
| 1964   | Dick Allen          | Philadelphia Phillies | 3B      | - 0,318 średniej uderzeń - 13 triples - 125 runów                                                 | [ 92 ]  |
| 1965   | Jim Lefebvre        | Los Angeles Dodgers   | 2B      | - 0,250 średniej uderzeń - 12 home runów - 69 RBI                                                 | [ 93 ]  |
| 1966   | Tommy Helms         | Cincinnati Reds       | 2B      | - 0,284 średniej uderzeń - 9 home runów - 72 runów                                                | [ 94 ]  |
| 1967   | Tom Seaver #        | New York Mets         | P       | - 2,76 ERA - 251 rozegranych inningów - 16–13 W–L w 34 meczach                                    | [ 95 ]  |
| 1968   | Johnny Bench #      | Cincinnati Reds       | C       | - 0,275 średniej uderzeń - 15 home runów - 82 RBI                                                 | [ 96 ]  |
| 1969   | Ted Sizemore        | Los Angeles Dodgers   | 2B      | - 0,271 średniej uderzeń - 4 home runy - 69 runów                                                 | [ 97 ]  |
| 1970   | Carl Morton         | Montreal Expos        | P       | - 3,60 earned run average - 284⅔ rozegranych inningów - 18–11 W–L w 43 meczach (37 od 1. inningu) | [ 98 ]  |
| 1971   | Earl Williams       | Atlanta Braves        | C       | - 0,260 średniej uderzeń - 33 home runy - 87 RBI                                                  | [ 99 ]  |
| 1972   | Jon Matlack         | New York Mets         | P       | - 2,32 ERA - 244 rozegranych inningów - 15–10 W–L w 32 meczach                                    | [ 100 ] |
| 1973   | Gary Matthews       | San Francisco Giants  | OF      | - 0,300 średniej uderzeń - 12 home runów - 74 runy                                                | [ 101 ] |
| 1974   | Bake McBride        | St. Louis Cardinals   | OF      | - 0,309 średniej uderzeń - 30 skradzionych baz - 81 runów                                         | [ 102 ] |
| 1975   | John Montefusco     | San Francisco Giants  | P       | - 2.88 ERA - 215 strikeouts - 15–9 W–L w 34 meczach                                               | [ 103 ] |
| 1976 * | Butch Metzger       | San Diego Padres      | P       | - 2,92 ERA - 16 save’ów - 11–4 W–L w 77 meczach                                                   | [ 104 ] |
| 1976 * | Pat Zachry          | Cincinnati Reds       | P       | - 2,74 ERA - 204 rozegranych inningów - 14–7 W–L w 38 meczach (28 od 1. inningu)                  | [ 105 ] |
| 1977   | Andre Dawson #      | Montreal Expos        | OF      | - 0,282 średniej uderzeń - 19 home runów - 65 RBI                                                 | [ 106 ] |
| 1978   | Bob Horner          | Atlanta Braves        | 3B      | - 0,266 średniej uderzeń - 23 home runy - 63 RBI                                                  | [ 107 ] |
| 1979   | Rick Sutcliffe      | Los Angeles Dodgers   | P       | - 3,46 ERA - 242 rozegranych inningów - 17–10 W–L w 39 meczach (30 od 1. inningu)                 | [ 108 ] |
| 1980   | Steve Howe          | Los Angeles Dodgers   | P       | - 2,66 ERA - 84⅔ rozegranych inningów - 17 save’ów                                                | [ 109 ] |
| 1981   | Fernando Valenzuela | Los Angeles Dodgers   | P       | - 2,48 ERA - 8 shutouts - 13–7 W–L w 25 meczach                                                   | [ 110 ] |
| 1982   | Steve Sax           | Los Angeles Dodgers   | 2B      | - 0,282 średniej uderzeń - 49 skradzionych baz - 88 runów                                         | [ 111 ] |
| 1983   | Darryl Strawberry   | New York Mets         | OF      | - 0,257 średniej uderzeń - 26 home runów - 74 RBI                                                 | [ 112 ] |
| 1984   | Dwight Gooden       | New York Mets         | P       | - 2.60 ERA - 276 strikeouts - 17–9 W–L w 31 meczach                                               | [ 113 ] |
| 1985   | Vince Coleman       | St. Louis Cardinals   | OF      | - 0,267 średniej uderzeń - 110 skradzionych baz - 107 runów                                       | [ 114 ] |
| 1986   | Todd Worrell        | St. Louis Cardinals   | P       | - 2,08 ERA - 103⅔ rozegranych inningów - 36 save’ów                                               | [ 115 ] |
| 1987   | Benito Santiago     | San Diego Padres      | C       | - 0,300 średniej uderzeń - 18 home runów - 79 RBI                                                 | [ 116 ] |
| 1988   | Chris Sabo          | Cincinnati Reds       | 3B      | - 0,271 średniej uderzeń - 46 skradzionych baz - 74 runy                                          | [ 117 ] |
| 1989   | Jerome Walton       | Chicago Cubs          | OF      | - 0,293 średniej uderzeń - 24 skradzionych baz - 64 runy                                          | [ 118 ] |
| 1990   | David Justice       | Atlanta Braves        | OF      | - 0,282 średniej uderzeń - 28 home runów - 78 RBI                                                 | [ 119 ] |
| 1991   | Jeff Bagwell #      | Houston Astros        | 1B      | - 0,294 średniej uderzeń - 15 home runów - 82 RBI                                                 | [ 120 ] |
| 1992   | Eric Karros         | Los Angeles Dodgers   | 1B      | - 0,257 średniej uderzeń - 20 home runów - 88 RBI                                                 | [ 121 ] |
| 1993   | Mike Piazza #       | Los Angeles Dodgers   | C       | - 0,318 średniej uderzeń - 35 home runów - 112 RBI                                                | [ 122 ] |
| 1994   | Raúl Mondesí        | Los Angeles Dodgers   | OF      | - 0,306 średniej uderzeń - 16 home runów - 56 RBI                                                 | [ 123 ] |
| 1995   | Hideo Nomo          | Los Angeles Dodgers   | P       | - 2,54 ERA - 236 strikeoutów - 13–6 W–L w 25 meczach                                              | [ 124 ] |
| 1996   | Todd Hollandsworth  | Los Angeles Dodgers   | OF      | - 0,291 średniej uderzeń - 12 home runów - 59 RBI                                                 | [ 125 ] |
| 1997   | Scott Rolen         | Philadelphia Phillies | 3B      | - 0,283 średniej uderzeń - 21 home runów - 92 RBI                                                 | [ 126 ] |
| 1998   | Kerry Wood          | Chicago Cubs          | P       | - 3,40 ERA - 233 strikeoutów - 13–6 W–L w 26 meczach                                              | [ 127 ] |
| 1999   | Scott Williamson    | Cincinnati Reds       | P       | - 2.41 ERA - 19 save’ów - 12–7 W–L w 62 meczach                                                   | [ 128 ] |
| 2000   | Rafael Furcal       | Atlanta Braves        | SS      | - 0,295 średniej uderzeń - 40 skradzionych baz - 87 runów                                         | [ 129 ] |
| 2001   | Albert Pujols **    | St. Louis Cardinals   | 3B      | - 0,329 średniej uderzeń - 37 home runów - 130 RBI                                                | [ 130 ] |
| 2002   | Jason Jennings      | Colorado Rockies      | P       | - 4,52 ERA - 185⅓ rozegranych inningów - 16–8 W–L w 32 meczach                                    | [ 131 ] |
| 2003   | Dontrelle Willis    | Florida Marlins       | P       | - 3,30 ERA - 160⅔ rozegranych inningów - 14–6 W–L w 27 meczach                                    | [ 132 ] |
| 2004   | Jason Bay           | Pittsburgh Pirates    | OF      | - 0,282 średniej uderzeń - 26 home runów - 82 RBI                                                 | [ 133 ] |
| 2005   | Ryan Howard         | Philadelphia Phillies | 1B      | - 0,288 średniej uderzeń - 22 home runy - 63 RBI                                                  | [ 134 ] |
| 2006   | Hanley Ramírez **   | Florida Marlins       | SS      | - 0,292 średniej uderzeń - 51 skradzionych baz - 119 runów                                        | [ 135 ] |
| 2007   | Ryan Braun **       | Milwaukee Brewers     | 3B      | - 0,324 średniej uderzeń - 34 home runy - 97 RBI                                                  | [ 136 ] |
| 2008   | Geovany Soto **     | Chicago Cubs          | C       | - 0,285 średniej uderzeń - 23 home runy - 86 RBI                                                  | [ 137 ] |
| 2009   | Chris Coghlan **    | Florida Marlins       | OF      | - 0,321 średniej uderzeń - 162 uderzeń - 84 runy                                                  | [ 138 ] |
| 2010   | Buster Posey **     | San Francisco Giants  | C       | - 0,305 średniej uderzeń - 18 home runów - 67 RBI                                                 | [ 139 ] |
| 2011   | Craig Kimbrel **    | Atlanta Braves        | P       | - 2,10 ERA - 127 strikeouts w 77 rozegranych inningach - 46 save’ów                               | [ 140 ] |
| 2012   | Bryce Harper **     | Washington Nationals  | OF      | - 0,270 średniej uderzeń - 22 uderzeń - 59 RBI                                                    | [ 141 ] |
| 2013   | José Fernández      | Miami Marlins         | P       | - 2,19 ERA - 187 strikeoutów - 12–6 W–L w 28 meczach                                              | [ 70 ]  |
| 2014   | Jacob deGrom **     | New York Mets         | P       | - 2,69 ERA - 1,14 WHIP - 9 zwycięstw                                                              | [ 142 ] |
| 2015   | Kris Bryant **      | Chicago Cubs          | 3B      | - 0,275 średniej uderzeń - 26 uderzeń - 99 RBI                                                    | [ 143 ] |
| 2016   | Corey Seager **     | Los Angeles Dodgers   | SS      | - 0,308 średniej uderzeń - 26 home runów - 72 RBI                                                 | [ 144 ] |
| 2017   | Cody Bellinger **   | Los Angeles Dodgers   | 1B      | - 0,267 średniej uderzeń - 39 home runy - 97 RBI                                                  | [ 145 ] |
| 2018   | Ronald Acuña Jr. ** | Atlanta Braves        | OF      | - 0,293 średniej uderzeń - 26 home runy - 64 RBI                                                  | [ 146 ] |
| 2019   | Pete Alonso **      | New York Mets         | 1B      | - 0,260 średniej uderzeń - 53 home runy - 120 RBI                                                 | [ 147 ] |

### Legenda
| #  | Członek Galerii Sław                            |
| ** | Zawodnik aktywny                                |
| *  | Rok, w którym nagrodę przyznano dwóm zawodnikom |
| P  | Miotacz                                         |
| C  | Łapacz                                          |
| 1B | Pierwszobazowy                                  |
| 2B | Drugobazowy                                     |
| 3B | Trzeciobazowy                                   |
| SS | Łącznik                                         |
| OF | Zapolowy                                        |
| DH | Designated hitter                               |